# ソフィア・コッリ＝デュセック
ソフィア・コッリ＝デュセック（Sophia Corri-Dussek, 1775年5月1日 エディンバラ - 1831年? ロンドン）は、スコットランド出身のイタリア系の音楽家（声楽家・ピアニスト・ハープ奏者・作曲家）。
1792年に、父親の事業のパートナーであったヤン・ラディスラフ・ドゥシークと結婚した。ハープやピアノ、室内楽のための数々の作品を残したにもかかわらず、存命中に自分の名前で出版された楽譜はごくわずかだった。プレイエルが「デュセック」と記した楽譜をパリで出版していることや、夫のパリでの名声から判断すると、《ハープ・ソナタ》（1797年）や《ハープのためのソナチネ》（1799年）のように、歴史的にドゥシークの創作とされてきた作品の中に、彼女の作品が混じっているのではないかと近年になって研究者から推定されるようになる。例えば《ソナタ ハ短調》は、1953年にニカノール・サバレタがドゥシークの作品2-2として発表しているが、今では妻であるソフィアの作品であると認められている。これは、楽譜出版業を営んでいた父親が、当時非常に名声があった夫の名前で出版するほうが楽譜が売れると判断したためである。
夫ドゥシークはソフィアの父親との会社倒産後、債権者から逃れるために妻と子を見棄ててイギリスを離れた。彼がそのまま1812年にサン＝ジェルマン＝アン＝レーに客死すると、ソフィアはヴィオラ奏者のジョン・アロア・モラルトと再婚し、パディントンに暮らして夫妻で音楽教室を営んだ。